# Muskarin

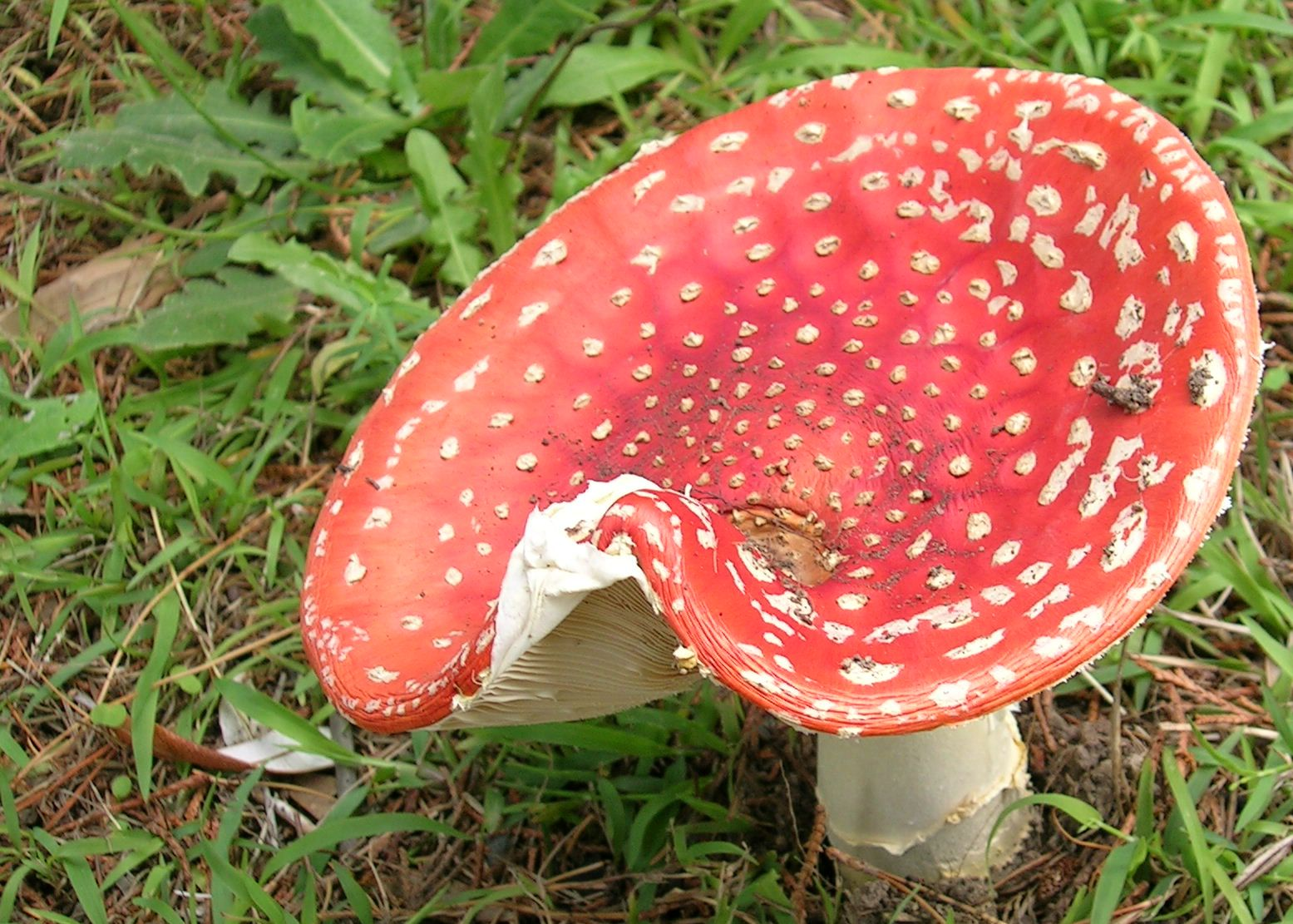
Amanita muscaria, Muchomůrka červená. Kromě malého množství muskarinu obsahuje i jiný alkaloid, mykoatropin.

Muskarin je alkaloid obsažený v plodnicích druhů hub rodu vláknice, některých bělavě zbarvených druzích rodu strmělka a v malé míře v muchomůrce červené. Vykazuje silné toxické účinky.
Muskarin je parasympatikomimetická látka účinkující již 15–30 minut po požití. Otrava se může projevit ztrátou vědomí a zvracením, rozostřením zraku a problémy s dechem. Tento stav může trvat kolem 2 hodin. Případy smrtelné otravy jsou vzácné, smrt nastává zástavou dechu nebo selháním srdeční činnosti.
Váže se na jeden typ acetylcholinových receptorů, konkrétně na tzv. muskarinové cholinergní receptory.

## Historie objevu
V roce 1869 němečtí vědci Oswald Schmiedeberg a Richard Koppe poprvé izolovali dosud neznámou látku z muchomůrky červené, která jako první známá měla účinek na autonomní nervovou soustavu, a pojmenovali ji muskarin podle latinského názvu houby – Amanita muscaria. Od této doby začal výzkum muskarinu. Jeho strukturu přesně popsal v roce 1957, a později i vytvořil trojrozměrný model, vědec Franz Jellinek.

## Muskarinový cholinergní receptor
Muskarinový cholinergní receptor patří mezi receptory spojené s G-proteinem. Rozlišujeme 5 typů muskarinových receptoru: M1, M3 a M5 stimulují enzym fosfolipázu C, když M2 a M4 inhibují adenylylcyklázu. Muskarinové receptory se taky liší svým zastoupením v tkáních:
| Receptor | Lokalizace                              | Účinek                                                               |
| -------- | --------------------------------------- | -------------------------------------------------------------------- |
| M1       | CNS a parietální buňky žaludku          | zvýšení sekrece a motility GIT, podílejí se na funkce pamětí a učení |
| M2       | srdce a presynaptická zakončení neuronů | inhibice srdeční činnosti a vylučování acetylcholinu zpětnou vazbou  |
| M3       | hladké svaly orgánů, žlaz, endotel cev  | svalová kontrakce, žlázová sekrece, vasodilatace                     |
| M4       | CNS, čichový bulbus, plíce              |                                                                      |
| M5       | CNS                                     |                                                                      |

## Struktura
Muskarin ve své struktuře obsahuje 3 chirální centra u uhlíku v pozici 2, 3 a 5, tím pádem muskarin má 8 stereoizomerů. Výraznou biologickou aktivitu má L-(+)-muskarin, který je v největším množství obsazen v jedovatých houbách.

## Zdroje
Ačkoli muskarin byl poprvé nalezen v muchomůrce červené, jeho obsah v daném druhu hub je zanedbatelný. Je nejvíce obsažen v plodnicích hub rodu Inocybe, Clitocybe, Mycena a Omphalotus.

## Způsoby získávání
Muskarin se získává oxidací cholinu nebo chloroplatinátu cholinu (který má výhodnějších vlastností) silnou kyselinou dusičnou. Z muchomůrky červené se muskarin extrahuje alkoholem, následně výtěžek se čistí olovem okysličeném octovou kyselinou a amoniakem a potom se alkaloidy vysráží dvojitou jodidovou solí draslíku a rtuti nebo draslíku a bismutu. Sraženina se zpracovává vodným alkalickým roztokem, uvolněné alkaloidy se regenerují pomocí určitého organického rozpouštědla a získají se jejich hydrochloridové soli, které se na chvíli umístí na filtrační papír. Sůl muskarinu je dobře rozpustná ve vodě a absorbuje se do papíru a je tedy oddělena od solí jiných alkaloidů.

## Fyzikální vlastnosti
Muskarin je průhledná tekutina bez zápachu a bez chuti. Má konzistenci sirupu a po vysušení – nepravidelných, snadno se rozkládajících krystalů s výrazně zásaditou reakci. Snadno rozpustný ve vodě a alkoholu, velmi málo v chloroformu, nerozpustný v éteru. S kyselinou uhličitou tvoří alkalicky reagující sůl a se silnými kyselinami dává snadno rozpustné soli. Muskarin se nerozkládá působením vysokých teplot (např. při vaření jídel z hub obsahujících daný alkaloid), nepodléhá rozkladu trávicími šťávami GIT a snadno prochází střevní stěnou do krevního oběhu.

## Toxické účinky
Muskarin patří k velmi silným jedům. Je 143krát toxičtější než acetylcholin, jeho působení je pomalejší a delší. Na rozdíl od acetylcholinu není odbouráván cholinesterázou, protože neobsahuje esterové vazby. U člověka již 5 mg muskarinu způsobuje závažné účinky. Je parasympatomimetikum, tím pádem jeho efekt se bude projevovat v aktivaci parasympatického oddílu vegetativního (autonomního) nervového systému. Muskarin způsobuje křeče hladkého svalstva střev, dělohy, močového měchýře a bronchů jak in vivo, tak i in vitro. Muskarin dráždí ganglii zabudovanou ve stěnách střev a způsobuje silné tetanické kontrakce v celém střevním kanálu. Dýchání po malých dávkách muskarinu se zvyšuje, z velkých dávek se zpomaluje a nakonec se zastaví v důsledku následné paralýzy dýchacího centra. Muskarin zvyšuje aktivitu sekrečních žláz (slzních, slinných, potních atd.) drážděním periferních zakončení sekrečních nervů. Kvůli obrovské aktivitě žláz Bresinsky a Bestl a zatím i Rumack a Salzmann pojmenovali otravu muskarinem jako „PSL syndrome“ – Perspiration, Salivation, Lacrimation (pocení, slinění, slzení). U všech teplokrevných živočichů lze pozorovat zpomalení tepové frekvenci. Při lokálním užívání dochází k mióze – zúžení zornice lidského oka. Muskarin neprochází přes hematoencefalickou bariéru do centrální nervové soustavy díky čtyřvaznému dusíku ve své struktuře.

## Antidotum
Muskarinem indukované změny aktivity srdce, žláz, střevního kanálu, oka atd. mohou být eliminovány specifickým antidotem – atropinem. Atropin je kompetitivním antagonistou muskarinových receptorů, blokuje neurotransmise na cholinergních synapsích a tím pádem zastavuje progrese účinků muskarinu. Dávka a působení atropinu musejí být přesně sledované, protože předávkování atropinem může vest k vzniku nežádoucích účinků.

## Terapie
V terapii se samotný muskarin nepoužívá vzhledem k jeho závažným toxickým účinkům. Místo něj se v medicíně lokálně používají tzv. agonisté muskarinových receptorů. Látky prostřednictvím M3 receptorů v organismu člověka způsobují kontrakce svěrače duhovky a zvýšení odtoku komorové vody, což se využívá v léčbě glaukomu. Terapie Sjögrenova syndromu, který je charakterizován suchosti v ústech (xerostomii) a suchosti v očích, taky zahrnuje použití agonistů muskarinových receptorů. Nejčastěji používanými léčivými látkami této skupiny jsou pilocarpin a cevimelin. Agonista muskarinových receptorů, derivát N-asetylhydrazonu LASSBio-897 vykazal silnou vazodilatační aktivitu v experimentech na myších, což může být použito v léčbě hypertenze.